# Alphonsine Phlix
Alphonsine M.J. Phlix (ur. 19 września 1928 w Hasselt, zm. 21 grudnia 2011 tamże) – belgijska polityk i menedżer, od 1981 do 1984 posłanka do Parlamentu Europejskiego I kadencji.

## Życiorys
Ukończyła kurs w zakresie pracy społecznej i studia licencjackie na tym kierunku na Katolickim Uniwersytecie w Lowanium. Kierowała stowarzyszeniem katolickim pracowników społecznych. Zawodowo pracowała jako menedżer w firmie energetycznej Interelectra, zasiadała też w radzie administracyjnej publicznego nadawcy BRTN.
Zaangażowała w działalność Chrześcijańskiej Partii Ludowej, należała do zarządu jej flamandzkiej młodzieżówki CVP-Jongeren. Zasiadała w radzie miejskiej Hasselt. W 1979 kandydowała do Parlamentu Europejskiego, mandat uzyskała 17 grudnia 1981 w miejsce Leo Tindemansa. Należała do Europejskiej Partii Ludowej, zasiadała m.in. w Komisji ds. Energii i Badań Naukowych.